# Susan Nattrass
Susan Nattrass (Medicine Hat, 5 novembre 1950) è una tiratrice a volo canadese, vincitrice di 14 medaglie nel trap ai Campionati mondiali di tiro a volo.

## Carriera
Pur avendo conquistato 14 modaglie mondiali con una straordinaria longevità, dal 1974 al 2006, come dimostrano le sue 6 partecipazioni olimpiche, anch'esse spalmate in arco di 32 anni, non ha mai conquistato alcuna medaglia olimpica.

## Partecipazioni olimpiche
1. Montréal 1976: 25T
2. Seul 1988: 30T
3. Barcellona 1992: 21T
4. Sydney 2000: 9a nel trap e 15a nel double trap
5. Atene 2004: 6a nel trap e 15a nel double trap
6. Pechino 2008: 11a nel trap

## Palmarès
Mondiali
- Oro a Berna 1974  Svizzera (trap)
- Oro a Monaco di Baviera 1975  Germania (trap)
- Oro a Antibes 1977  Francia (trap)
- Oro a Seul 1978  Corea del Sud (trap)
- Oro a Montecatini 1979  Italia (trap)
- Oro a San Miguel de Tucumán 1981  Argentina (trap)
- Oro a Zagabria 2006  Croazia (trap)
- Argento a Bologna 1971  Italia (trap)
- Argento a Caracas 1982  Venezuela (trap)
- Argento a Perth 1991  Australia (trap)
- Argento a Il Cairo 2001  Egitto (trap)
- Bronzo a Edmonton 1983  Canada (trap)
- Bronzo a Montecatini 1985  Italia (trap)
- Bronzo a Suhl 1986  Germania (trap a squadre)